# Wieliczki (gmina)
Gmina Wieliczki este o comună în powiat olecko, voievodatul Varmia și Mazuria, în nordul Polonia. Are o populație de 3420 persoane.